# 105-й отдельный гвардейский истребительно-противотанковый артиллерийский дивизион
105-й отдельный гвардейский истребительно-противотанковый артиллерийский дивизион (105 гв.оиптадн) — гвардейское формирование (воинская часть) артиллерии вооружённых сил СССР в Великой Отечественной войне.

## История
Дивизион сформирован в начале 1945 года в Подмосковье, где вошёл в состав 98-й гвардейской стрелковой дивизии.
В составе действующей армии с 17.06.1944 по 09.08.1944 и с 21.02.1945 по 11.05.1945 года
В составе дивизии с 21.06.1944 года участвует в Свирско-Петрозаводской операции, затем вместе с дивизией выведен в резерв в район Могилёва.
В марте 1945 года вошёл в состав 53-й гвардейской дивизионной артиллерийской бригады.
24.03.1945 года принимает участие в форсировании Одера в районе Рорхоста, поддерживая части 52-й гвардейской стрелковой дивизии
- О боевом пути дивизиона смотри статью 98-я гвардейская стрелковая дивизия
- О боевом пути дивизиона смотри статью 53-я гвардейская дивизионная артиллерийская бригада

## Полное наименование
- 105-й отдельный гвардейский истребительно-противотанковый артиллерийский дивизион

## Подчинение
| Дата            | Фронт (округ)            | Армия                 | Корпус                             | Дивизия                             | Бригада                                             | Примечания |
| --------------- | ------------------------ | --------------------- | ---------------------------------- | ----------------------------------- | --------------------------------------------------- | ---------- |
| 01.02.1944 года | Московский военный округ | —                     | 37-й гвардейский стрелковый корпус | 98-я гвардейская стрелковая дивизия | —                                                   | —          |
| 01.03.1944 года | Московский военный округ | —                     | 37-й гвардейский стрелковый корпус | 98-я гвардейская стрелковая дивизия | —                                                   | —          |
| 01.04.1944 года | Московский военный округ | —                     | 37-й гвардейский стрелковый корпус | 98-я гвардейская стрелковая дивизия | —                                                   | —          |
| 01.05.1944 года | Московский военный округ | —                     | 37-й гвардейский стрелковый корпус | 98-я гвардейская стрелковая дивизия | —                                                   | —          |
| 01.06.1944 года | Московский военный округ | —                     | 37-й гвардейский стрелковый корпус | 98-я гвардейская стрелковая дивизия | —                                                   | —          |
| 01.07.1944 года | Карельский фронт         | 7-я армия             | 37-й гвардейский стрелковый корпус | 98-я гвардейская стрелковая дивизия | —                                                   | —          |
| 01.08.1944 года | Карельский фронт         | 7-я армия             | 37-й гвардейский стрелковый корпус | 98-я гвардейская стрелковая дивизия | —                                                   | —          |
| 01.09.1944 года | Резерв Ставки ВГК        | —                     | 37-й гвардейский стрелковый корпус | 98-я гвардейская стрелковая дивизия | —                                                   | —          |
| 01.10.1944 года | Резерв Ставки ВГК        | —                     | 37-й гвардейский стрелковый корпус | 98-я гвардейская стрелковая дивизия | —                                                   | —          |
| 01.11.1944 года | Резерв Ставки ВГК        | —                     | 37-й гвардейский стрелковый корпус | 98-я гвардейская стрелковая дивизия | —                                                   | —          |
| 01.12.1944 года | Резерв Ставки ВГК        | —                     | 37-й гвардейский стрелковый корпус | 98-я гвардейская стрелковая дивизия | —                                                   | —          |
| 01.01.1945 года | Резерв Ставки ВГК        | —                     | 37-й гвардейский стрелковый корпус | 98-я гвардейская стрелковая дивизия | —                                                   | —          |
| 01.02.1945 года | Резерв Ставки ВГК        | 9-я гвардейская армия | 37-й гвардейский стрелковый корпус | 98-я гвардейская стрелковая дивизия | —                                                   | —          |
| 01.03.1945 года | 2-й Украинский фронт     | 9-я гвардейская армия | 37-й гвардейский стрелковый корпус | 98-я гвардейская стрелковая дивизия | —                                                   | —          |
| 01.04.1945 года | 3-й Украинский фронт     | 9-я гвардейская армия | 37-й гвардейский стрелковый корпус | 98-я гвардейская стрелковая дивизия | 53-я гвардейская дивизионная артиллерийская бригада | —          |
| 01.05.1945 года | 3-й Украинский фронт     | 9-я гвардейская армия | 37-й гвардейский стрелковый корпус | 98-я гвардейская стрелковая дивизия | 53-я гвардейская дивизионная артиллерийская бригада | —          |